# Liste der Fussball-Torschützenkönige (Schweiz)
Die Liste der Torschützenkönige der Schweiz führt die besten Torschützen der Schweizer Nationalliga A bzw. Super League (Schweiz) seit 1934 auf. Des Weiteren sind die Anzahl Tore und der Verein der jeweiligen Spieler genannt.

## Liste der Torschützenkönige
| Saison    | Torschützenkönig | Tore           | Verein |
| --------- | --- | -------------- | --- |
| 1933/34   | 1. Leopold Kielholz 2. André Abegglen 3. Otto Haftl | 40 33 29       | Servette FC Grasshopper Club Zürich FC Basel                                                                                              |
| 1934/35   | 1. Engelbert Bösch 2. Lauro Amadò 3. Otto Haftl 3. István Grósz                                                                                            | 27 23 21       | FC Bern FC Lugano FC Young Fellows Zürich Lausanne-Sports                                                                                 |
| 1935/36   | 1. Willy Jäggi 2. Alessandro Frigerio 3. Jacques Spagnoli                                                                                                  | 30 27 20       | Lausanne-Sports FC Young Fellows Zürich Lausanne-Sports                                                                                   |
| 1936/37   | 1. Alessandro Frigerio 2. Willy Jäggi 3. István Grósz | 23 21 19       | FC Young Fellows Zürich Lausanne-Sports Servette FC                                                                                       |
| 1937/38   | 1. Numa Monnard 2. Lauro Amadò 3. Willy Jäggi 3. István Grósz                                                                                              | 20 18 17       | FC Basel FC Lugano Lausanne-Sports Servette FC                                                                                            |
| 1938/39   | 1. Josef Artimovics 2. Georges Aeby 3. Adolf Semp | 15 13 12       | FC Grenchen Servette FC FC Luzern |
| 1939/40   | 1. Georges Aeby 2. Fritz Wagner 3. Paul Aebi | 22 15 14       | Servette FC FC La Chaux-de-Fonds FC Grenchen                                                                                              |
| 1940/41   | 1. Alessandro Frigerio 2. Lauro Amadò 3. Willy Bernhard | 26 21 20       | FC Lugano Grasshopper Club Zürich BSC Young Boys                                                                                          |
| 1941/42   | 1. Alessandro Frigerio 2. Fritz Knecht 3. Numa Monnard | 23 22 20       | FC Lugano BSC Young Boys Servette FC |
| 1942/43   | 1. Lauro Amadò 2. Alessandro Frigerio 3. Willy Bernhard 4. Marc Perroud 5. Alfred Bickel                                                                   | 31 23 21 19 18 | Grasshopper Club Zürich FC Lugano BSC Young Boys Servette FC Grasshopper Club Zürich                                                      |
| 1943/44   | 1. Erich Andres 2. Alfred Bickel 2. Alfred Weisshaar 4. Numa Monnard 5. André Facchinetti 5. Marc Perroud 5. Josef Righetti                                | 23 15 14 13    | FC Young Fellows Zürich Grasshopper Club Zürich FC Basel Lausanne-Sports Cantonal Neuchâtel FC La Chaux-de-Fonds FC Grenchen              |
| 1944/45   | 1. Hans-Peter Friedländer 2. Alfred Bickel 3. Numa Monnard 4. Domenico Galli 4. Roberto Bergamini                                                          | 26 18 16 13    | Grasshopper Club Zürich Servette FC FC Lugano                                                                                             |
| 1945/46   | 1. Hans-Peter Friedländer 2. Amadeo Canetti 3. Jacques Fatton                                                                                              | 25 17 16       | Grasshopper Club Zürich FC Locarno Servette FC                                                                                            |
| 1946/47   | 1. Lauro Amadò 1. Hans Blaser 3. Alessandro Frigerio 4. Jacques Fatton 5. Jean Tamini                                                                      | 19 17 16 15    | Grasshopper Club Zürich BSC Young Boys AC Bellinzona Servette FC                                                                          |
| 1947/48   | 1. Josef Righetti 2. Charles Antenen 3. Ledio Zanetti 4. Jacques Fatton 5. Milorad Nikolić                                                                 | 26 20 18 17 16 | FC Grenchen FC La Chaux-de-Fonds FC Zürich Servette FC Lausanne-Sports                                                                    |
| 1948/49   | 1. Jacques Fatton 2. Charles Antenen 3. Hans Siegenthaler                                                                                                  | 21 19 18       | Servette FC FC La Chaux-de-Fonds FC Young Fellows Zürich                                                                                  |
| 1949/50   | 1. Jacques Fatton 2. Ledio Zanetti 3. Robert Ballaman 4. Charles Antenen 5. Hans-Peter Friedländer                                                         | 32 20 18 17 15 | Servette FC FC Zürich FC Biel FC La Chaux-de-Fonds Lausanne-Sports                                                                        |
| 1950/51   | 1. Hans-Peter Friedländer 2. Josef Hügi 3. Charles Antenen 4. Jacques Fatton 5. Walter Beerli 5. Hans Siegenthaler                                         | 22 21 20 19 17 | Lausanne-Sports FC Basel FC La Chaux-de-Fonds Servette FC BSC Young Boys FC Young Fellows Zürich                                          |
| 1951/52   | 1. Josef Hügi 2. Robert Ballaman 3. Ferdinando Riva | 24 22 19       | FC Basel Grasshopper Club Zürich FC Chiasso                                                                                               |
| 1952/53   | 1. Josef Hügi 1. Eugen Meier 3. Roger Vonlanthen 4. Jacques Fatton 5. Robert Ballaman 5. Miodrag Glisović                                                  | 32 23 22 16    | FC Basel BSC Young Boys Grasshopper Club Zürich Servette FC Grasshopper Club Zürich Lausanne-Sports                                       |
| 1953/54   | 1. Josef Hügi 2. Branislav Vukosavljević 3. Roger Vonlanthen                                                                                               | 29 28 23       | FC Basel Grasshopper Club Zürich |
| 1954/55   | 1. Marcel Mauron 2. Kurt Scheller 3. Josef Hügi 4. Branislav Vukosavljević 5. Ferdinando Riva                                                              | 30 23 20 18 17 | FC La Chaux-de-Fonds BSC Young Boys FC Basel Grasshopper Club Zürich FC Chiasso                                                           |
| 1955/56   | 1. Branislav Vukosavljević 2. Robert Ballaman 2. Charles Antenen 4. Werner Leimgruber 4. Eugen Meier                                                       | 33 19 17       | Grasshopper Club Zürich FC La Chaux-de-Fonds FC Zürich BSC Young Boys                                                                     |
| 1956/57   | 1. Adrien Kauer 2. Branislav Vukosavljević 3. Josef Hügi 4. Eugen Meier 4. Raymond Duret                                                                   | 29 26 22 18 17 | FC La Chaux-de-Fonds Grasshopper Club Zürich FC Basel BSC Young Boys Grasshopper Club Zürich                                              |
| 1957/58   | 1. Ernst Wechselberger 2. Raymond Duret 3. Miodrag Glisović 4. Josef Hügi 4. Norbert Eschmann                                                              | 22 20 19 18    | BSC Young Boys Grasshopper Club Zürich FC Grenchen FC Basel Servette FC                                                                   |
| 1958/59   | 1. Eugen Meier 2. Ernst Wechselberger 2. Jacques Fatton 4. Miodrag Glisović 4. Erich Probst                                                                | 24 21 20       | BSC Young Boys Servette FC FC Grenchen FC Zürich                                                                                          |
| 1959/60   | 1. Willy Schneider 2. Eugen Meier 3. Edgar Graf 3. Philippe Pottier 5. Peter Lüscher 5. Bruno Brizzi                                                       | 25 21 19 18    | BSC Young Boys FC Biel FC La Chaux-de-Fonds FC Luzern FC Zürich                                                                           |
| 1960/61   | 1. Giuliano Robbiani 2. Eugen Meier 2. Erwin Waldner 4. René Hamel 5. Ernst Wechselberger                                                                  | 27 26 23 20    | Grasshopper Club Zürich BSC Young Boys FC Zürich FC Grenchen BSC Young Boys                                                               |
| 1961/62   | 1. Jacques Fatton 2. Roberto Frigerio 3. Eugen Meier 3. Peter von Burg 5. Heinz Bertschi                                                                   | 25 22 19 18    | Servette FC FC La Chaux-de-Fonds BSC Young Boys Grasshopper Club Zürich FC La Chaux-de-Fonds                                              |
| 1962/63   | 1. Peter von Burg 2. Heinz Bertschi 3. Roberto Frigerio 4. Eugen Meier 5. Heinz Blumer 5. Walter Heuri 5. Francis Anker 5. Klaus Stürmer                   | 24 22 21 18 16 | FC Zürich FC La Chaux-de-Fonds BSC Young Boys FC Basel Servette FC FC Sion FC Zürich                                                      |
| 1963/64   | 1. Michel Desbiolles 2. Heinz Bertschi 3. René-Pierre Quentin 4. Robert Hosp 4. Klaus Stürmer                                                              | 23 21 19 18    | Servette FC FC La Chaux-de-Fonds FC Sion Lausanne-Sports FC Zürich                                                                        |
| 1964/65   | 1. Rolf Blättler 1. Pierre Kerkhoffs 3. André Daina 4. René-Pierre Quentin 5. Heinz Bertschi                                                               | 19 17 16 14    | Grasshopper Club Zürich Lausanne-Sports Servette FC FC Sion FC La Chaux-de-Fonds                                                          |
| 1965/66   | 1. Rolf Blättler 2. Bert Theunissen 3. Pierre Kerkhoffs 4. Robert Hosp 5. Fritz Künzli                                                                     | 28 27 21 20 18 | Grasshopper Club Zürich BSC Young Boys Lausanne-Sports FC Zürich                                                                          |
| 1966/67   | 1. Rolf Blättler 1. Fritz Künzli 3. Alfred Amez-Droz 3. Rosario Martinelli 5. Roberto Frigerio 5. Bernard Frochaux                                         | 24 18 16       | Grasshopper Club Zürich FC Zürich FC Grenchen FC Zürich FC Basel FC Sion                                                                  |
| 1967/68   | 1. Fritz Künzli 2. Vincenzo Brenna 3. Rolf Blättler 4. Ove Grahn 4. Pierre Kerkhoffs                                                                       | 28 18 16 14    | FC Zürich FC Lugano Grasshopper Club Zürich Lausanne-Sports                                                                               |
| 1968/69   | 1. Hans-Otto Peters 2. Fritz Künzli 3. Walter Müller 4. Pierre Kerkhoffs 5. Ove Grahn 5. Georges Vuilleumier                                               | 24 22 18 17 16 | FC Biel FC Zürich BSC Young Boys Lausanne-Sports Grasshopper Club Zürich Lausanne-Sports                                                  |
| 1969/70   | 1. Fritz Künzli 2. Walter Müller 3. Rolf Blättler 3. Friedhelm Konietzka 3. Helmut Hauser                                                                  | 19 17 14       | FC Zürich BSC Young Boys FC Lugano FC Winterthur FC Basel                                                                                 |
| 1970/71   | 1. Walter Müller 2. Daniel Jeandupeux 2. Ove Grahn 2. Peter Risi 5. Kurt Müller                                                                            | 19 16 15       | BSC Young Boys FC La Chaux-de-Fonds Grasshopper Club Zürich FC La Chaux-de-Fonds FC Luzern                                                |
| 1971/72   | 1. Herbert Dimmeler 1. Bernd Dörfel 3. Ottmar Hitzfeld 3. Fritz Künzli 5. Walter Müller                                                                    | 17 16 15       | FC Winterthur Servette FC FC Basel FC Zürich BSC Young Boys                                                                               |
| 1972/73   | 1. Ottmar Hitzfeld 1. Ove Grahn 3. Peter Risi 4. Walter Balmer 4. Fernand Luisier                                                                          | 18 16 11       | FC Basel Lausanne-Sports FC Winterthur FC Basel FC Sion                                                                                   |
| 1973/74   | 1. Daniel Jeandupeux 2. Walter Müller 3. Ottmar Hitzfeld 4. Peter Risi 5. Ilija Katić 5. Miodrag Petrović                                                  | 22 21 19 17 16 | FC Zürich Lausanne-Sports FC Basel FC Winterthur FC Zürich Servette FC                                                                    |
| 1974/75   | 1. Ilija Katić 2. Hans-Jörg Pfister 2. Slobodan Santrač 2. Hanspeter Schild 5. Franco Cucinotta                                                            | 23 17 14       | FC Zürich Servette FC Grasshopper Club Zürich BSC Young Boys FC Sion                                                                      |
| 1975/76   | 1. Peter Risi 2. Slobodan Santrač 2. Walter Müller 4. Ilija Katić 4. Poul-Erik Thygesen                                                                    | 33 12 11       | FC Zürich Grasshopper Club Zürich Neuchâtel Xamax FC Zürich FC Winterthur                                                                 |
| 1976/77   | 1. Franco Cuccinotta 2. Jean-Michel Guillaume 2. Umberto Barberis 4. Martin Chivers 4. Jean-Michel Elsig                                                   | 28 17 16       | FC Zürich Lausanne-Sports Servette FC Neuchâtel Xamax                                                                                     |
| 1977/78   | 1. Fritz Künzli 2. Martin Chivers 3. Roland Schönenberger 3. Rudolf Elsener 3. Claudio Sulser                                                              | 21 17 16       | Lausanne-Sports Servette FC FC Basel Grasshopper Club Zürich                                                                              |
| 1978/79   | 1. Peter Risi 2. Piet Hamberg 3. Luigi Stomeo 3. René Botteron 5. Hanspeter Zwicker 5. Christian Labhart                                                   | 16 15 14 13    | FC Zürich Servette FC FC St. Gallen FC Zürich FC St. Gallen                                                                               |
| 1979/80   | 1. Claudio Sulser 2. Walter Seiler 3. Peter Risi 4. Joseph Küttel 4. Erni Maissen 4. Detlev Lauscher                                                       | 25 24 19 18    | Grasshopper Club Zürich FC Zürich FC Luzern FC Basel                                                                                      |
| 1980/81   | 1. Peter Risi 2. Robert Kok 3. Walter Seiler 4. Roland Schönenberger 5. Hanspeter Zwicker                                                                  | 18 15 14 13 12 | FC Luzern Lausanne-Sports FC Zürich BSC Young Boys FC Zürich                                                                              |
| 1981/82   | 1. Claudio Sulser 2. Marc Schnyder 3. Jean-Paul Brigger 3. Angelo Elia 3. Lucien Favre                                                                     | 23 16 15       | Grasshopper Club Zürich Servette FC FC Sion Servette FC                                                                                   |
| 1982/83   | 1. Jean-Paul Brigger 2. Georges Bregy 3. Peter Risi 4. Markus Schneider 5. Manfred Braschler 5. Claudio Sulser                                             | 23 18 16 15 14 | Servette FC FC Sion FC Luzern FC Wettingen FC St. Gallen Grasshopper Club Zürich                                                          |
| 1983/84   | 1. Georges Bregy 2. Martin Gisinger 2. Walter Seiler 4. Umberto Barberis 5. Raúl Nogués 5. Pascal Zaugg                                                    | 21 18 16 13    | FC Sion FC St. Gallen FC Zürich Servette FC FC La Chaux-de-Fonds Neuchâtel Xamax                                                          |
| 1984/85   | 1. Dominique Cina 2. Walter Pellegrini 3. Jean-Paul Brigger 4. Gabor Pavoni 5. Massimo Alliata 5. Georges Bregy 5. Robert Lüthi 5. Alfred Herberth         | 24 21 19 15 14 | FC Sion Lausanne-Sports Servette FC FC La Chaux-de-Fonds FC Zürich BSC Young Boys Neuchâtel Xamax FC Aarau                                |
| 1985/86   | 1. Steen Thychosen 2. Lars Lunde 3. Jean-Paul Brigger 4. Dominique Cina 4. Robert Lüthi 4. Christian Matthey                                               | 21 20 19 16    | Lausanne-Sports BSC Young Boys FC Sion Neuchâtel Xamax Grasshopper Club Zürich                                                            |
| 1986/87   | 1. John Eriksen 2. Steen Thychosen 3. Paulo César Camassuti 4. Pierre-André Schürmann 4. Dominique Cina 4. Christian Matthey                               | 28 23 20 15    | Servette FC Lausanne-Sports AC Bellinzona Lausanne-Sports FC Sion Grasshopper Club Zürich                                                 |
| 1987/88   | 1. John Eriksen 2. Wynton Rufer 3. Paulo César Camassuti 4. Steen Thychosen 5. Hanspeter Zwicker                                                           | 36 21 18 17 16 | Servette FC FC Aarau Grasshopper Club Zürich Lausanne-Sports FC St. Gallen                                                                |
| 1988/89   | 1. Karl-Heinz Rummenigge 2. Kubilay Türkyılmaz 2. Dario Zuffi 4. Wynton Rufer 5. Peter Közle                                                               | 24 19 18 17    | Servette FC AC Bellinzona BSC Young Boys Grasshopper Club Zürich BSC Young Boys                                                           |
| 1989/90   | 1. Iván Zamorano 2. John Eriksen 3. Adrián de Vicente 3. Wilhelmus Gorter 5. Georges Bregy 5. Giuseppe Manfreda 5. Ryszard Tarasiewicz 5. Frédéric Chassot | 23 21 12 11    | FC St. Gallen FC Luzern Grasshopper Club Zürich FC Lugano Lausanne-Sports FC Lugano Neuchâtel Xamax                                       |
| 1990/91   | 1. Dario Zuffi 2. John Eriksen 3. Adrián de Vicente 4. Stéphane Chapuisat 4. Maurizio Jacobacci                                                            | 17 16 15 13    | BSC Young Boys FC Luzern Grasshopper Club Zürich Lausanne-Sports Servette FC                                                              |
| 1991/92   | 1. Miklos Molnar 2. Igor Dobrovolski 3. Erik Van den Boogaard 4. Peter Közle 4. Adrian Kunz                                                                | 18 15 14 12    | Servette FC Lausanne-Sports Grasshopper Club Zürich BSC Young Boys                                                                        |
| 1992/93   | 1. Sonny Anderson da Silva 2. Petar Aleksandrow 3. Jan-Ivar Jakobsen 4. Martin Fink 4. Umberto Tullio                                                      | 20 19 16 14    | Servette FC FC Aarau BSC Young Boys Lausanne-Sports FC Sion                                                                               |
| 1993/94   | 1. Giovane Élber 2. Nestor Subiat 3. Oliver Neuville 4. Alexandre Rey 5. Adrian Kunz 5. Marco Grassi                                                       | 21 17 16 15 14 | Grasshopper Club Zürich FC Lugano Servette FC FC Sion BSC Young Boys FC Zürich / Servette FC                                              |
| 1994/95   | 1. Petar Aleksandrow 2. Nestor Subiat 3. Jonathan Sogbie 4. Roberto Assis 4. Urs Güntensperger                                                             | 24 21 15 14    | Neuchâtel Xamax Grasshopper Club Zürich Lausanne-Sports FC Sion FC Luzern                                                                 |
| 1995/96   | 1. Petar Aleksandrow 1. Viorel Moldovan 3. Adrian Kunz 4. Oliver Neuville 5. Tomislav Erceg                                                                | 19 16 15 12    | FC Luzern Neuchâtel Xamax Servette FC FC Lugano / Grasshopper Club Zürich                                                                 |
| 1996/97   | 1. Viorel Moldovan 2. Gaetano Giallanza 3. Souleyman Sané 3. Adrian Kunz 5. Kubilay Türkyılmaz 5. Vladan Likić                                             | 27 19 16 15    | Grasshopper Club Zürich FC Basel Lausanne-Sports Neuchâtel Xamax Grasshopper Club Zürich FC Sion                                          |
| 1997/98   | 1. Shabani Nonda 2. Kubilay Türkyılmaz 3. Blaise Nkufo 4. Viorel Moldovan 5. Nestor Subiat                                                                 | 24 22 18 17    | FC Zürich Grasshopper Club Zürich Lausanne-Sports Grasshopper Club Zürich / FC Basel                                                      |
| 1998/99   | 1. Alexandre Rey 2. Shaun Bartlett 2. Patrick De Napoli 4. Edwin Vurens 5. Avi Tikva 5. Léonard Thurre 5. Micheil Qawelaschwili                            | 19 13 12 11    | Servette FC FC Zürich Grasshopper Club Zürich FC St. Gallen / Servette FC Grasshopper Club Zürich Lausanne-Sports Grasshopper Club Zürich |
| 1999/2000 | 1. Charles Amoah 2. Rainer Bieli 3. Efan Ekoku 4. Alexandre Rey 5. George Koumantarakis                                                                    | 25 21 17 14 13 | FC St. Gallen Neuchâtel Xamax Grasshopper Club Zürich Servette FC FC Basel                                                                |
| 2000/01   | 1. Stéphane Chapuisat 1. Christian Giménez 3. Marcin Kuzba 4. Ionel Gane 5. Hakan Yakin                                                                    | 21 20 17 15    | Grasshopper Club Zürich FC Lugano Lausanne-Sports FC St. Gallen FC Basel                                                                  |
| 2001/02   | 1. Christian Giménez 1. Richard Núñez 3. Julio Hernán Rossi                                                                                                | 28 21          | FC Basel Grasshopper Club Zürich FC Lugano                                                                                                |
| 2002/03   | 1. Richard Núñez 2. Christian Giménez 2. Milaim Rama | 27 20          | Grasshopper Club Zürich FC Basel FC Thun                                                                                                  |
| 2003/04   | 1. Stéphane Chapuisat 2. Mohamed Abdel Kader 3. Leandro Fonseca 3. Richard Núñez 3. Alexander Tachie-Mensah                                                | 23 19 17       | BSC Young Boys Servette FC BSC Young Boys Grasshopper Club Zürich FC St. Gallen                                                           |
| 2004/05   | 1. Christian Giménez 2. Mauro Lustrinelli 3. Stéphane Chapuisat 4. Francisco Neri 5. Thomas Häberli                                                        | 27 20 15 13 12 | FC Basel FC Thun BSC Young Boys |
| 2005/06   | 1. Alhassane Keita 2. Daniel João Paulo 2. Matías Delgado 4. Mladen Petrić 5. Raffael de Araújo                                                            | 20 18 15 14    | FC Zürich BSC Young Boys FC Basel FC Zürich                                                                                               |
| 2006/07   | 1. Mladen Petrić 2. Francisco Aguirre 3. Alexander Tachie-Mensah 4. Raffael de Araújo 4. Álvaro Saborío                                                    | 19 16 14 13    | FC Basel FC St. Gallen FC Zürich FC Sion                                                                                                  |
| 2007/08   | 1. Hakan Yakin 2. Raúl Bobadilla 2. Thomas Häberli 4. Álvaro Saborío 5. Mauro Lustrinelli                                                                  | 24 18 17 14    | BSC Young Boys Grasshopper Club Zürich BSC Young Boys FC Sion FC Luzern                                                                   |
| 2008/09   | 1. Seydou Doumbia 2. Almen Abdi 3. Éric Hassli 4. Alexandre Alphonse 4. Kwabena Asamoah-Frimpong                                                           | 20 19 17 13    | BSC Young Boys FC Zürich FC Luzern |
| 2009/10   | 1. Seydou Doumbia 2. Cristian Ianu 2. Emile Mpenza 2. Marco Streller 5. Alexander Frei                                                                     | 30 21 15       | BSC Young Boys FC Luzern FC Sion FC Basel                                                                                                 |
| 2010/11   | 1. Alexander Frei 2. Henri Bienvenu 3. Mauro Lustrinelli 4. Hakan Yakin 5. Marco Streller                                                                  | 27 16 14 12 11 | FC Basel BSC Young Boys AC Bellinzona FC Luzern FC Basel                                                                                  |
| 2011/12   | 1. Alexander Frei 2. Marco Streller 3. Emmanuel Mayuka 3. Xherdan Shaqiri 3. Vilmos Vanczák 3. Matías Vitkieviez                                           | 24 13 9        | FC Basel BSC Young Boys FC Basel FC Sion Servette FC / BSC Young Boys                                                                     |
| 2012/13   | 1. Oscar Scarione 2. Marco Streller 3. Josip Drmić 3. Marco Schneuwly 5. Anatole Ngamukol                                                                  | 21 14 13 12    | FC St. Gallen FC Basel FC Zürich FC Thun / Grasshopper Club Zürich                                                                        |
| 2013/14   | 1. Shkëlzen Gashi 2. Caio 2. Mario Gavranović 2. Valentin Stocker 5. Dimitar Rangelow                                                                      | 19 13 11       | Grasshopper Club Zürich FC Zürich FC Basel FC Luzern                                                                                      |
| 2014/15   | 1. Shkëlzen Gashi 2. Guillaume Hoarau 2. Marco Schneuwly 4. Moussa Konaté 5. Munas Dabbur                                                                  | 22 17 16 13    | FC Basel BSC Young Boys FC Luzern FC Sion Grasshopper Club Zürich                                                                         |
| 2015/16   | 1. Munas Dabbur 2. Guillaume Hoarau 3. Marc Janko 3. Marco Schneuwly 5. Caio 5. Yoric Ravet                                                                | 19 18 16 13    | Grasshopper Club Zürich BSC Young Boys FC Basel FC Luzern Grasshopper Club Zürich / BSC Young Boys                                        |
| 2016/17   | 1. Seydou Doumbia 2. Guillaume Hoarau 3. Ezgjan Alioski 4. Chadrac Akolo 4. Dejan Sorgić                                                                   | 20 18 16 15    | FC Basel BSC Young Boys FC Lugano FC Sion FC Thun                                                                                         |
| 2017/18   | 1. Albian Ajeti 2. Guillaume Hoarau 3. Jean-Pierre Nsame 3. Marvin Spielmann 5. Roger Assalé 5. Michael Frey                                               | 17 15 13 12    | FC St. Gallen / FC Basel BSC Young Boys FC Thun BSC Young Boys FC Zürich                                                                  |
| 2018/19   | 1. Guillaume Hoarau 2. Jean-Pierre Nsame 2. Dejan Sorgić 4. Albian Ajeti 4. Raphaël Nuzzolo                                                                | 23 15 14       | BSC Young Boys FC Thun FC Basel Neuchâtel Xamax                                                                                           |
| 2019/20   | 1. Jean-Pierre Nsame 2. Cedric Itten 3. Arthur Cabral 3. Ermedin Demirović 5. Kemal Ademi 5. Jordi Quintillà 5. Raphaël Nuzzolo                            | 32 19 14 13    | BSC Young Boys FC St. Gallen FC Basel FC St. Gallen FC Basel FC St. Gallen Neuchâtel Xamax                                                |
| 2020/21   | 1. Jean-Pierre Nsame 2. Arthur Cabral 3. Dejan Sorgić 3. Antonio Marchesano                                                                                | 19 18 13       | BSC Young Boys FC Basel FC Luzern FC Zürich                                                                                               |
| 2021/22   | 1. Jordan Siebatcheu 2. Assan Ceesay 3. Kwadwo Duah 4. Arthur Cabral 5. Antonio Marchesano                                                                 | 22 20 15 14 13 | BSC Young Boys FC Zürich FC St. Gallen FC Basel FC Zürich                                                                                 |
| 2022/23   | 1. Jean-Pierre Nsame 2. Cedric Itten 3. Žan Celar 4. Emmanuel Latte Lath                                                                                   | 20 19 15 12    | BSC Young Boys FC Lugano FC St. Gallen |
| 2023/24   | 1. Chadrac Akolo 1. Kevin Carlos 1. Žan Celar 4. Antonio Marchesano 4. Joël Monteiro 4. Kaly Sène                                                          | 14 12          | FC St. Gallen Yverdon Sport FC FC Lugano FC Zürich BSC Young Boys FC Lausanne-Sport                                                       |
| 2024/25   | 1. Xherdan Shaqiri 2. Dereck Kutesa 3. Willem Geubbels 3. Miroslav Stevanović 5. Kevin Carlos 5. Bénie Traoré                                              | 18 15 14 13    | FC Basel Servette FC FC St. Gallen Servette FC FC Basel                                                                                   |

## Ranglisten

### Torschützenkönige
| Rang | Spieler                | Titel | Jahre                  |
| ---- | ---------------------- | ----- | ---------------------- |
| 1    | Fritz Künzli           | 4     | 1967, 1968, 1970, 1978 |
| 2    | Rolf Blättler          | 3     | 1965, 1966, 1967       |
|      | Seydou Doumbia         | 3     | 2009, 2010, 2017       |
|      | Jacques Fatton         | 3     | 1949, 1950, 1962       |
|      | Hans-Peter Friedländer | 3     | 1945, 1946, 1951       |
|      | Alessandro Frigerio    | 3     | 1937, 1941, 1942       |
|      | Christian Giménez      | 3     | 2001, 2002, 2005       |
|      | Josef Hügi             | 3     | 1952, 1953, 1954       |
|      | Jean-Pierre Nsame      | 3     | 2020, 2021, 2023       |
|      | Peter Risi             | 3     | 1976, 1979, 1981       |
| 11   | Petar Aleksandrow      | 2     | 1995, 1996             |
|      | Lauro Amadò            | 2     | 1943, 1947             |
|      | Stéphane Chapuisat     | 2     | 2001, 2004             |
|      | John Eriksen           | 2     | 1987, 1988             |
|      | Alexander Frei         | 2     | 2011, 2012             |
|      | Shkëlzen Gashi         | 2     | 2014, 2015             |
|      | Eugen Meier            | 2     | 1953, 1959             |
|      | Viorel Moldovan        | 2     | 1996, 1997             |
|      | Richard Núñez          | 2     | 2002, 2003             |
|      | Claudio Sulser         | 2     | 1980, 1982             |

| Rang | Verein                  | Titel |
| ---- | ----------------------- | ----- |
| 1    | Grasshopper Club Zürich | 18    |
| 2    | BSC Young Boys          | 16    |
| 3    | Servette FC             | 14    |
| 3    | FC Basel                | 14    |
| 5    | FC Zürich               | 11    |
| 6    | Lausanne-Sports         | 6     |
| 7    | FC St. Gallen           | 5     |
| 8    | FC Lugano               | 4     |
| 9    | FC Grenchen             | 2     |
|      | FC La Chaux-de-Fonds    | 2     |
|      | FC Luzern               | 2     |
|      | FC Sion                 | 2     |
|      | Neuchâtel Xamax         | 2     |
|      | Young Fellows Zürich    | 2     |

| Rang | Land           | Titel |
| ---- | -------------- | ----- |
| 1    | Schweiz        | 56    |
| 2    | Dänemark       | 5     |
|      | Deutschland    | 5     |
| 4    | Argentinien    | 4     |
| 5    | Elfenbeinküste | 3     |
|      | Kamerun        | 3     |
| 7    | Albanien       | 2     |
|      | Brasilien      | 2     |
|      | Bulgarien      | 2     |
|      | Jugoslawien    | 2     |
|      | Österreich     | 2     |
|      | Rumänien       | 2     |
|      | Uruguay        | 2     |

### Rekordtorschützen
| Rang | Spieler            | Tore | Spiele | Vereine                                                                   | Zeitraum  |
| ---- | ------------------ | ---- | ------ | ------------------------------------------------------------------------- | --------- |
| 1    | Peter Risi         | 216  | 370    | FC La Chaux-de-Fonds, FC Winterthur, FC Zürich, FC Luzern                 | 1970–1984 |
| 2    | Fritz Künzli       | 201  | 313    | FC Zürich, FC Winterthur, Lausanne-Sports                                 | 1964–1979 |
| 3    | Rolf Blättler      | 176  | 332    | Grasshopper Club Zürich, FC Lugano, FC Basel, FC St. Gallen               | 1963–1977 |
| 4    | Georges Bregy      | 169  | 472    | FC Sion, BSC Young Boys, Martigny-Sports, Lausanne-Sports                 | 1979–1994 |
| 5    | Jean-Paul Brigger  | 165  | 430    | FC Sion, Servette FC                                                      | 1977–1992 |
| 6    | Alexandre Rey      | 147  | 416    | FC Sion, FC Basel, Servette FC, FC Luzern, Neuchâtel Xamax                | 1991–2006 |
| 7    | Kubilay Türkyılmaz | 146  | 248    | AC Bellinzona, Servette FC, Grasshopper Club Zürich, FC Luzern, FC Lugano | 1986–2002 |
| 8    | Christian Giménez  | 139  | 205    | FC Lugano, FC Basel                                                       | 1997–2005 |
| 9    | Stéphane Chapuisat | 139  | 293    | Lausanne-Sports, Grasshopper Club Zürich, BSC Young Boys                  | 1986–2005 |
| 10   | Roberto Frigerio   | 132  | 228    | FC La Chaux-de-Fonds, Lausanne-Sports, FC Basel, AC Bellinzona            | 1958–1971 |